# 海卫十三
海卫十三（Neso，S/2002 N 4）是环绕海王星运行的一颗卫星，于2002年8月14日由马修·霍尔曼及布雷特·J·格拉德曼等学者发现，以希腊神话中涅柔斯和多里斯的五十个女儿之一的“妮索”命名。
根据反照率计算推断海卫十三直径约为60 km，平均密度约为1.5 g/cm3。 